# (18582) 1997 XK9
(18582) 1997 XK9 est un objet de la ceinture principale d'astéroïdes intérieure de 4,559 km de diamètre découvert en 1997.

## Description
(18582) 1997 XK9 a été découvert le 4 décembre 1997 à la station de Xinglong, dans la province chinoise d'Hebei (Chine), par le Beijing Schmidt CCD Asteroid Program.

### Caractéristiques orbitales
L'orbite de cet astéroïde est caractérisée par un demi-grand axe de 1,86 UA, un périhélie de 1,73 UA, une excentricité de 0,07 et une inclinaison de 21,33° par rapport à l'écliptique. Du fait de ces caractéristiques, à savoir un demi-grand axe inférieur à 2 UA et un périhélie supérieur à 1,666 UA, il est classé, selon la JPL Small-Body Database, objet de la ceinture principale d'astéroïdes intérieure.

### Caractéristiques physiques
(18582) 1997 XK9 a une magnitude absolue (H) de 13,5 et un albédo estimé à 0,203, ce qui permet de calculer un diamètre de 4,559 km. Ces résultats ont été obtenus grâce aux observations du Wide-Field Infrared Survey Explorer (WISE), un télescope spatial américain mis en orbite en 2009 et observant l'ensemble du ciel dans l'infrarouge, et publiés en 2012 dans un article présentant les résultats concernant 13 511 astéroïdes de la ceinture principale.